# レモンの季節
『レモンの季節』（レモンのきせつ）は、里中満智子による日本の漫画作品、およびそれを表題作とした漫画短編集。
『なかよし』（講談社）1975年9月号別冊付録にて発表された。単行本は同社の講談社コミックスなかよしより刊行。

## 書誌情報
- 里中満智子 『レモンの季節』 講談社〈講談社コミックスなかよし〉、1976年1月10日第1刷発行
  - 表題作のほか、読み切り作品「16さい」が同時収録されている。